# Каваґуті Йоріко
Каваґу́ті Йо́ріко, до шлюбу Цутіда (яп. 川口順子, かわぐちよりこ, МФА: [kawagut͡ɕi joɾʲiko]; 14 січня 1941 —) — японська державна і політична діячка, колишня чиновниця Міністерства міжнародної торгівлі і промисловості.

## Біографія
Народилася в Токіо. Випускниця педагогічного факультету Токійського університету. 
Член Ліберал-демократичної партії Японії. Голова Управління екології (4 липня 2000 — 6 січня 2001). Міністр екології в другому уряді Морі Йосіро та першому Коїдзумі Дзюнітіро. Міністр закордонних справ Японії (1 лютого 2002 — 27 вересня 2004). 31 серпня 2003 року відвідала Україну з діловим візитом; зустрілася з президентом Леонідом Кучмою. Радниця прем'єр-міністра Коїдзумі Дзюнітіро (27 вересня 2004 — 21 вересня 2005). Депутатка Палати Радників Парламенту Японії від Канаґавського виборчого округу (з 2005). Голова Міжнародної комісії з нерозповсюдження ядерної зброї та скорочення озброєнь при уряді Японії (з 2008).